# 莫爾頓 (愛荷華州)
莫爾頓（英語：Moulton）是一個位於美國愛荷華州阿珀努斯縣的城市。

## 地理
莫爾頓的座標為40°41′07″N 92°40′40″W / 40.68528°N 92.67778°W，而該地的平均海拔高度為302米（即991英尺）。

## 人口
根據2010年美國人口普查的數據，莫爾頓的面積為2.62平方千米，均為陸地。當地共有人口605人，而人口密度為每平方千米230人。